# Eustenophasma constricta
Eustenophasma constricta är en fjärilsart som beskrevs av W. Warren 1907. Eustenophasma constricta ingår i släktet Eustenophasma och familjen mätare. Inga underarter finns listade i Catalogue of Life.